# Qionghu
Qionghu (kinesiska: Yüankiang-hsien, Yüankiang, Yüan-chiang-hsien, Yüan-chiang, 琼湖, 沅江市) är en häradshuvudort i Kina. Den ligger i provinsen Hunan, i den södra delen av landet, omkring 92 kilometer nordväst om provinshuvudstaden Changsha. Qionghu ligger 31 meter över havet och antalet invånare är 666 270. Befolkningen består av 327 885 kvinnor och 338 385 män. Barn under 15 år utgör 13,0 %, vuxna 15-64 år 75 %, och äldre över 65 år 11,0 %.
Runt Qionghu är det tätbefolkat, med 683 invånare per kvadratkilometer. Qionghu är det största samhället i trakten. Trakten runt Qionghu består till största delen av jordbruksmark.
Genomsnittlig årsnederbörd är 1 680 millimeter. Den regnigaste månaden är maj, med i genomsnitt 312 mm nederbörd, och den torraste är december, med 46 mm nederbörd.